# Saga separada de San Olaf

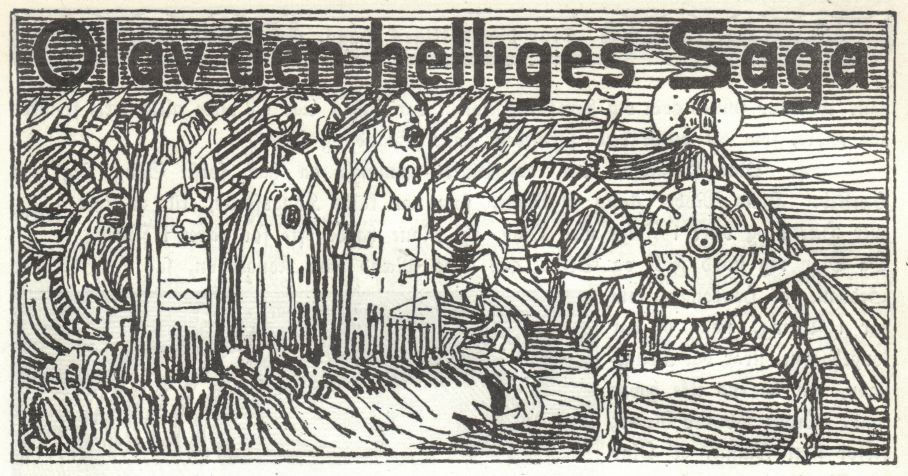
Ilustración para la Saga separada de San Olaf de la edición Heimskringla de Gerhard Munthe (1899).

La  Saga separada de San Olaf (nórdico antiguo: Olav den helliges saga) es una de las sagas reales, escrita sobre la vida del rey Olaf II (Olaf Haraldsson), más tarde conocido como San Olaf (Olav den Hellige), santo patrón de Noruega.
El escaldo islandés Snorri Sturluson escribió la obra hacia 1225, para el sacerdote Styrmir Kárason: La mayor parte se ha perdido a excepción de algunos fragmentos que se conservan en el Flateyjarbók. Una versión revisada de la saga fue más tarde incorporada a la saga Heimskringla hacia 1230.
Como en otras sagas, la obra incorpora poemas para verificación histórica o simplemente decorar el redactado. El trabajo tiene un valor especial porque le preceden dos prólogos; en el más extenso, Snorri expone el valor histórico de la poesía escáldica:
En þó þykki mér þat merkiligast til sannenda, er berum orðum er sagt í kvæðum eða öðrum kveðskap, þeim er svá var ort um konunga eða aðra höfðingja, at þeir sjálfir heyrðu, eða í erfikvæðum þeim, er skáldin fœrðu sonum þeira. Þau orð, er í kveðskap standa, eru in sömu sem í fyrstu váru, ef rétt er kveðit, þótt at hverr maðr hafi síðan numit af öðrum, ok má þvi ekki breyta.
"Y aún encuentro que lo más importante para la veracidad, es que se cita sinceramente con poemas u otra poesía que fue creada sobre reyes y otros caudillos de modo que ellos mismos lo oyeran, o en aquellos poemas conmemorativos que el escaldo llevó a sus hijos. Aquellas palabras que permanecen en la poesía son las mismas que eran al principio, si la recitación es correcta, aunque cada persona lo haya aprendido desde entonces de otra, por esa razón nada puede ser deformado."

## Ediciones
- Bjarni Aðalbjarnarson (ed.). Heimskringla. 3 vols.: vol. 2. Íslenzk fornrit 26–8. Reykjavík: Hið ís lenzka fornritafélag, 1941–51. Appendix: Ór Óláfs sögu ins Helga inni Sérstöku. Critical edition.
- Johnsen, Oscar Albert and Jón Helgason (eds.). Saga Óláfs konungs hins helga. Den store saga om Olav den hellige, eftir Pergamenthåndskrift i Kungliga Biblioteket i Stockholm nr. 2 4.º med varianter fra andre håndskrifter. 2 vols. Oslo: Jacob Dybwad, 1930-33. Diplomatic edition of the text found in MS Stockholm nr. 2 4.º.
- Munch and Unger, Saga Olafs konungs ens Helga. Christiania, 1853.

- Datos: Q2424143